# الحرب الأهلية البيزنطية 1373–1379
```
الحرب الأهلية البيزنطية 1373–1379
 هي صراع عسكري حدث في 
الإمبراطورية البيزنطية
 بين الإمبراطور البيزنطي 
يوحنا الخامس باليولوج
 وابنه 
أندرونيكوس الرابع باليولوج
، كما تطور كذلك إلى حرب أهلية في 
الدولة العثمانية
 عندما صاووجي بك ابن السلطان العثماني 
مراد الأول
 إلى أندرونيكوس في تمرد مشترك ضد آبائهم. بدأت الحرب عندما سعى أندرونيكوس إلى الإطاحة بوالده عام 
1373
، وعلى الرغم من من فشله إلى أنه بواسطة مساعدات 
جنوة
 تمكن أخيراً من الإطاحة بيوحنا الخامس وسجنه في 
1376
، لكن في 
1379
 ولكن استطاع يوحنا الخامس الهرب بمساعدة عثمانية واستعاد عرشه. أضعفت الحرب الأهلية الإمبراطورية البيزنطية وساهمت في انحدارها، التي كانت تعاني بالفعل من العديد من الحروب الأهلية المدمرة في وقت سابق خلال ذلك القرن. كان المستفيد الرئيسي من هذه الحرب هم العثمانيون الذين أصبح البيزنطيون تابعين لهم.
```

## خلفية

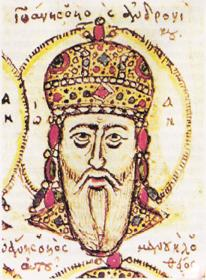
الإمبراطور يوحنا الخامس باليولوج ، مخطوطة من القرن 15.

اتبع يوحنا الخامس سياسة خارجية واضحة في موالاة للغرب، فأعطى لسبوس وأخته كزوجة لجنوة، كما باع ميناء إيراكليا آخر الموانئ البيزنطية في الأناضول لصالح البندقية، وهو نفسه تحول إلى الكاثوليكية الرومانية وهو الأمر الذي نفر منه رعاياه وربح من خلاله القليل في المقابل. بحلول عام 1360 أصبحت الإمبراطورية البيزنطية مجرد ظل لما كانت عليه في السابق، فآخر ممتلكاتهم في تراقيا تم التعدي عليها من قبل العثمانيين الذين احتلوا أدرنة عام 1365، وسعياً للحصول على مساعدات من الغرب قام يوحنا بزيارة البابا أوربان الخامس في صيف 1369، ثم أبحر إلى البندقية حيث تفاوض على معاهدة  سيلغي البنادقة بموجبها ديون الإمبراطور مقابل جزيرة تينيدوس، وترك خلفه في هذه الرحلة ابنيه أندرونيكوس ومانويل لإدارة القسطنطينية وسالونيك، إلا أن أندرونيكوس الابن الأكبر ومساعد الإمبراطور رفض تسليم وتينيدوس إلى البنادقة على النحو المتفق عليه، فاعتُقل الإمبراطور من قبل البنادقة لمدة عامين حتى تدخل مانويل نيابة عنه.

## الصراع الأول – فشل تمرد أندرونيكوس 1373

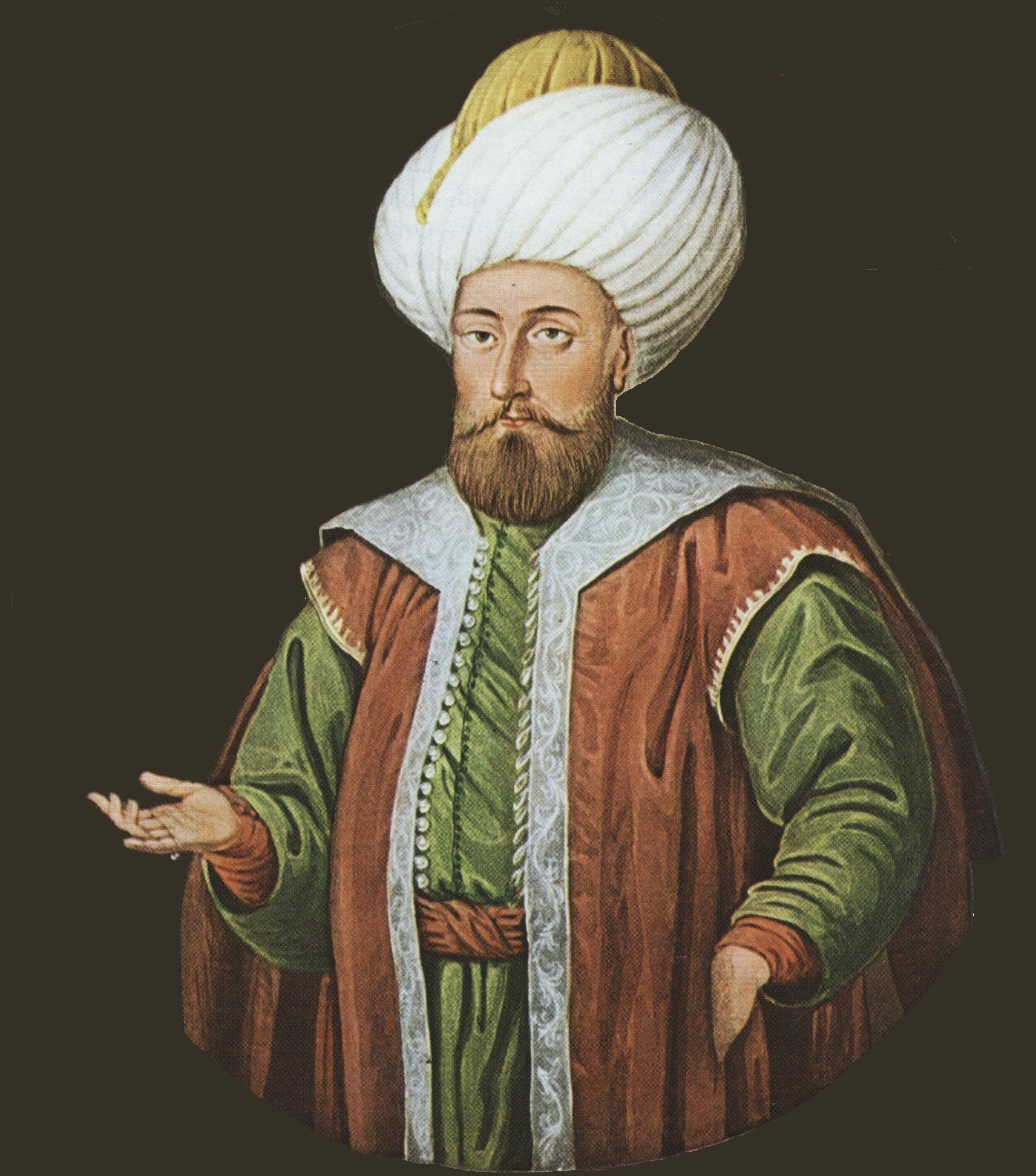
السُلطان الغازي مراد خان الخداوندگار.
أثار قبول يوحنا الخامس لوضع بيزنطة كتابعة للدولة العثمانية عام 1373 استياء أندرونيكوس، وفي نفس العام التحق مع صاووجي چلبي بك ابن السلطان العثماني مراد الأول في تمرد مشترك ضد آبائهم. تم قمع كلا الثورتين، على الرغم من أن الضعف العسكري البيزنطي كامت القوات التركية سبباً فيه  إلى حد كبير، وسمل مُراد الأول أعين صاووجي (ثم أُعدم في وقت لاحق) وطالب يوحنا بفعل المثل مع أندرونيكوس وابنه يوحنا، فنفذ يوحنا الخامس ذلك بشكل جزئي حيث ترك أندرونيكوس بعين واحدة وكذلك حفيده أعماه جزئياً لكنه سجن أندرونيكوس. استاء يوحنا الصغير إلى حد كبير من جده وتمرد ضده في لاحقاً في 1390وحكم لمدة خمسة أشهر. في أعقاب فشل أندرونيكوس ارتقى مانويل كمساعدٍ للإمبراطور وولي عهده باسم مانويل الثاني.

## الصراع الثاني – سيطرة أندرونيكوس 1376-1379
بعد وقت قصير من سجن أندرونيكوس، باع يوحنا الخامس تينيدوس إلى البنادقة على نفس الشروط السابقة، لكن جنوة لم ترضى حصول البنادقة الذين كانوا في الحرب معهم على الجزيرة، فقامت جنوة في 1376 عن طريق مستعمرتهم في غلطة بتقديم المساعدة لأندرونيكوس وتوفير القوات العثمانية له. تمكن أندرونيكوس من السيطرة على القسطنطينية وسجن والده الإمبراطور يوحنا الخامس وشقيقه الأصغر مانويل، وفي المقابل أعطى أندرونيكوس الرابع تينيدوس إلى جنوة وغاليبولي إلى العثمانيين.
ورطت هذه الأفعال أندرونيكوس الرابع بعد وقت قصير من توليه منصبه في حرب مع البندقية، وبالإضافة إلى ابنه يوحنا السابع الذي تُوج مساعداً للإمبراطور في 1376 أصبح هناك ما لا يقل عن أربعة من الأباطرة في بيزنطة، ولم يكونوا سوى بيادق في سياسات العثمانيين والمدن الإيطالية. حكم أندرونيكوس الرابع حتى عام 1379 عندما هرب يوحنا الخامس ومانويل الثاني هرب إلى بلاط مراد الأول. بعد الاتفاق على تنازل بيزنطة عن فيلادلفيا إلى العثمانيين، تمكن يوحنا الخامس من استعادة العرش بمساعدة سفن البندقية والجنود العثمانيين.

## التبعات
بعد دخول يوحنا الخامس القسطنطينية، أندرونيكوس الرابع فروا إلى مستعمرة جنوة بغلطة وبقي هناك لعامين وقام بأسر أمه هيلانة كانتاكوزينوس ووالدها الإمبراطور السابق يوحنا السادس قانتاقوزن لبعض الوقت. في عام 1381 تم توقيع معاهدة تسمح له بالعودة، وانتهت الحرب بين البندقية وجنوة في وقت لاحق وتم الاتفاق على إخلاء تينيدوس وهدم التحصينات بها وتحويلها إلى أرض محايدة. زاد هذا الصراع من ضعف الإمبراطورية البيزنطية التي كانت محاطة بالإمبراطورية العثمانية هائلة التوسع.